# بيبي فيس
بيبي فيس (بالإنجليزية: BabyFace)‏ واسمه الحقيقي كينيث ادموندز مغني وكاتب أغاني وملحن ومنتج موسيقي أمريكي شهير يعتبر أحد أهم الموسيقيين الذين تركوا بصمة واضحة على موسيقى السول خلال فترة الثمانينات والتسعينات من القرن العشرين.

## النشأة
ولد كينيث إدموندز في 10 إبريل 1959 في انديانابوليس بولاية إنديانا الأمريكية لباربرا ومارفن إدموندز. كان كينيث خجولا وإنطوائيا يكتب القصائد لتعبير عن مشاعره. توفي والد كينيث من سرطان الرئة وهو صغير وعندها عزم كينيث على أن يصبح موسيقيا.

## السيرة
بدأ مسيرته بالعمل مع بوتسي كولينز الذي أعطاه اللقب «بيبي فيس». وعمل كذلك مع داريل سيمونز كعازف للإيتار. تعاون مع موسيقين آخرين مثل كانييه ويست وباولا عبدول وكارين وايت وبوبي براون ومايكل بولتون وغيرهم.

## روابط خارجية
- بيبي فيس على موقع IMDb (الإنجليزية)
- بيبي فيس على موقع الموسوعة البريطانية (الإنجليزية)
- بيبي فيس على موقع ألو سيني (الفرنسية)
- بيبي فيس على موقع ميوزك برينز (الإنجليزية)
- بيبي فيس على موقع رولينغ ستون (الإنجليزية)
- بيبي فيس على موقع أول موفي (الإنجليزية)
- بيبي فيس على موقع قاعدة بيانات برودواي على الإنترنت (الإنجليزية)
- بيبي فيس على موقع قاعدة بيانات الأفلام السويدية (السويدية)
- بيبي فيس على موقع إن إن دي بي (الإنجليزية)
- بيبي فيس على موقع أول ميوزيك (الإنجليزية)
- بيبي فيس على موقع أول ميوزيك (الإنجليزية)